# Serjania orbicularis
Serjania orbicularis är en kinesträdsväxtart som beskrevs av Ludwig Radlkofer. Serjania orbicularis ingår i släktet Serjania och familjen kinesträdsväxter. Inga underarter finns listade i Catalogue of Life.